# Boyo (Kameroen)
Boyo is een departement in Kameroen, gelegen in de regio Nord-Ouest. De hoofdplaats van het departement is Fundong. De totale oppervlakte bedraagt 1.592 km². Met 169.725 inwoners bij de census van 2001 leidt dit tot een bevolkingsdichtheid van 107 inw/km².

## Gemeenten
Boyo is onderverdeeld in vier gemeenten:
- Belo
- Fonfuka
- Fundong
- Njinikom